# Derek V. Browne
Derek V. Browne (* 1927 in Middlesex; † 16. Dezember 2010) war ein britischer Kameramann.

## Leben
Browne arbeitete in verschiedenen Positionen für Kameraleute, als Kameraoperateur, Kameraassistent und Materialassistent, und wurde später selbst Chefkameramann. Er war an über 60 Produktionen beteiligt und gehörte der Vereinigung der britischen Kameraleute, der B.S.C., an. Etliche Male war er auch im Mitglied der Second Unit verschiedener Filme.

## Filmografie (Auswahl)
- 1977: Willkommen in der blutigen Stadt (Welcome to Blood City)
- 1983: Gefangene des Universums (Prisoners of the Lost Universe)
- 1984: Die letzten Tage von Pompeji (The last days of Pompeii)